# La Flèche
La Flèche ([la flɛʃ]) je město a obec ve francouzském departamentu Sarthe v regionu Pays de la Loire v údolí Loiry. Je to subprefektura Sarthe-Jih, hlavní okres a hlavní město kantonu a druhé nejlidnatější město departementu. Město je součástí Společenství obcí Pays La Flèche.

## Geografie
La Flèche se nachází na řece Loiře a je také na základním poledníku. Nachází se na půli cesty mezi Le Mans a Angers.

## Města obce
- Sainte-Colombe
- Saint-Germain-du-Val
- Verron

## Sousední obce
- Bazouges Cré sur Loir
- Crosmières
- Villaines-sous-Malicorne
- Bousse
- Clermont-Créans
- Mareil-sur-Loir
- Thorée-les-Pins
- Baugé-en-Anjou (Maine-et-Loire)

## Dějiny
Původ jména La Flèche je nejistý; slovo flèche znamená ve francouzštině „šíp“.
Ve středověku byla La Flèche farností diecéze Angers a jako taková tvořila nedílnou součást provincie Anjou a konkrétněji Horní Anjou, nazývané také Maine Angevine.
Jean de la Flèche (asi 1030 – asi 1097), také známý jako Jean de Beaugency, byl seigneur (pán) z la Flèche. Po něm nastoupil jeho syn, hrabě Eliáš I. z Maine.
V roce 1343 se sůl stala státním monopolem na příkaz krále Filipa VI. z Valois, který založil Gabelle, daň ze soli.
V sedmnáctém století osadníci z La Flèche pod vedením Jérôma le Royera de la Dauversière založili Montréal v Québecu.
V roce 1790 byla celá severovýchodní část regionu Anjou, včetně La Flèche, Le Lude a Château-du-Loir, připojena k novému departementu Sarthe.
Dne 8. prosince 1793, během povstání ve Vendée, bylo město napadeno.
V roce 1808 zde Napoleon Bonaparte vybudoval vojenskou akademii.

## Městské prostředí a zelené plochy
La Flèche a údolí Loiry jsou od roku 2006 certifikovány jako měso a region umění a historie.
Od července 2008 má La Flèche ve spolupráci s městem Cré-sur-Loir regionální přírodní rezervaci, první v Sarthe.

## Ekonomika
Ekonomika La Flèche je organizována takto:
- 65 % obchod
- 22 % průmysl
- 7 % stavebnictví
- 6 % zemědělství

Tradice tisku je v La Flèche stále živá. Nachází se zde továrna Brodard and Taupin (skupina CPI), přední evropský výrobce brožovaných knih.

## Místní gastronomie

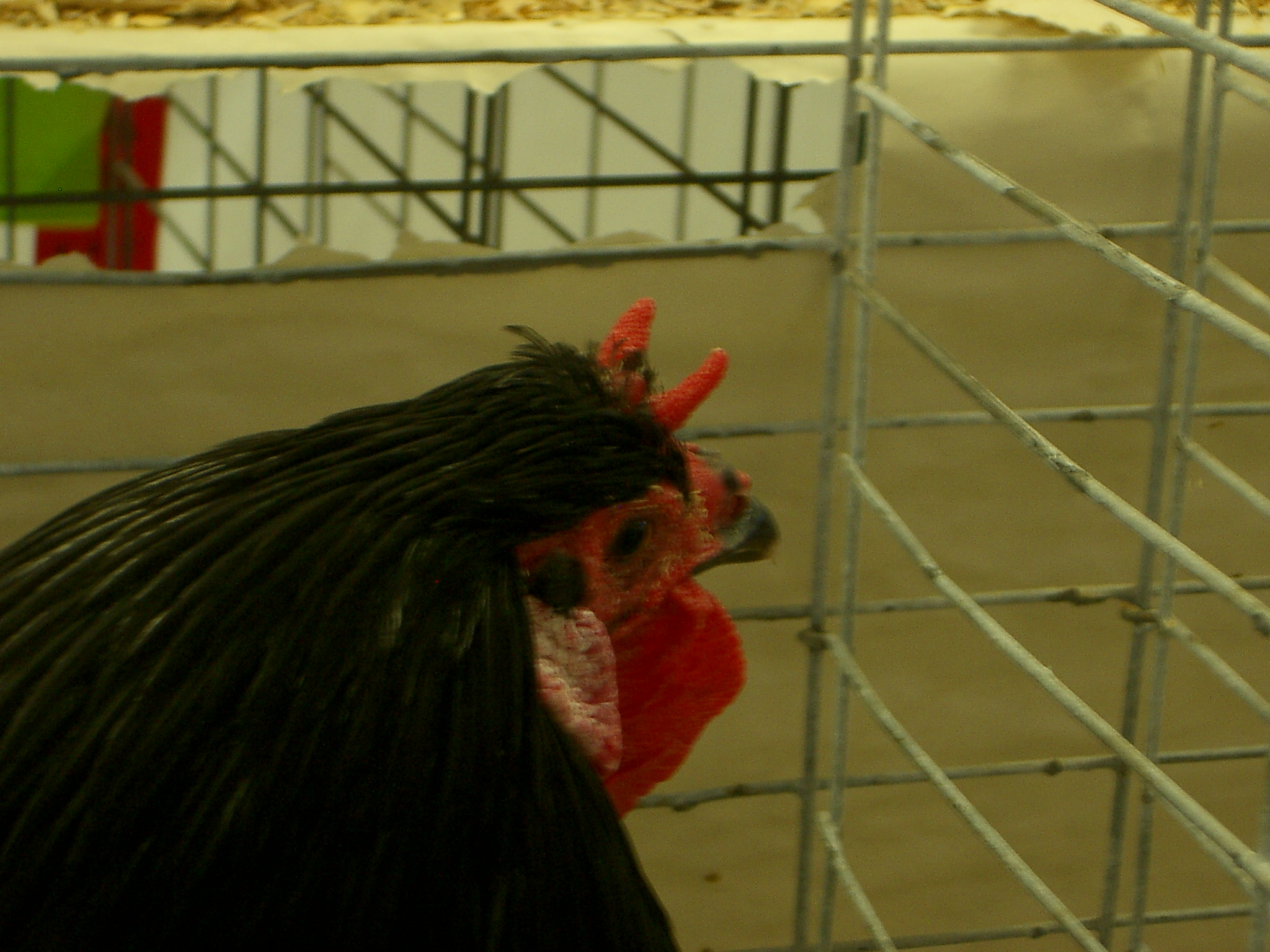
„Černá slepice“ lafleška

Slepičí plemeno lafleška z měst La Flèche a Malicorne-sur-Sarthe je známé svým jemným masem.
Mezi další regionální speciality patří makrónky s citronem, fialkou nebo růží; nugát „prytanéens“ s čokoládovou příchutí a drcenou pralinkou; a „fiches“, malé cukrovinky tvořené hořkou čokoládou, čokoládovým pomerančem a jemně drceným nugátem. Víno Jasnières 6 se vyrábí z odrůdy chenin blanc pěstované na svazích Loiry a Anjou.

## Významní lidé
- Hrabě Eliáš I. z Maine; druhý pán z La Flèche.
- Jean Picard nebo „otec Picard“ (21. července 1620 – 12. července 1682); astronom a kněz.
- Lazare de Baïf (1496–1547); diplomat, kněz, básník a humanista.
- Jacques Bouillault; přírodovědec a zakladatel Zoologické zahrady La Flèche v roce 1946.
- Jean de la Flèche; první pán z La Flèche.
- Jérôme le Royer de la Dauversière, Sieur de La Dauversière (1597–1659).
- Jean-Baptiste Lemire (1867–1945); skladatel a dirigent pohřben v La Flèche.
- Léo Delibes (1836–1891); skladatel, autor Lakmé a Coppélia.
- Felix John Bayle (1843–1920).
- René Descartes (1596–1650); filozof, matematik a vědec. Navštěvoval Královskou kolej Jindřicha IV.
- Jean-Baptiste-Louis Gresset (1709–1777); básník a satirik, profesor na Koleji Jindřicha IV. Později od jezuitů odešel.
- Louis-Adrien Lusson (1788–1864); architekt, designér, narozen v La Flèche. Malby vytvářel a spravoval v kopuli Malého divadla, kterou svěřil umělcům Královské hudební akademie.
- Pierre-Claude Fontenai (1683–1742): historik, zemřel v La Flèche.
- David Hume (1711–1776); britský filozof. V roce 1737 napsal v La Flèche Pojednání o lidské přirozenosti.
- Marie Papeová-Carpantierová (1815–1878).
- Joseph Gallieni (1849–1916); generál v první světové válce, student na Prytanée.
- Pierre-Félix Delarue.
- Paul Henri d'Estournelles de Constant (1852–1924); diplomat, poslanec, senátor a nositel Nobelovy ceny míru z roku 1909.
- Paul Gauthier (1914–2002); teolog a humanista.
- Balinec Yan (1928–2009); spisovatel a básník.
- Alain Pellegrini (1946–); generálmajor.
- Marquis de Turbilly (1717–1776); agronom.
- Guillaume Fouquet de la Varenne (1560–1616); důstojník a přítel Jindřicha IV.
- Anne-Marie Chassaigneová, také známá jako Liane de Pougy (1869–1950); tanečnice a kurtizána Belle Époque.
- Francis Theodore Latouche; bývalý starosta, zemřel v roce 1861.
- Joseph Etienne Richard (1761–1834).
- Joseph Sauveur (1653, La Flèche – 1716, Paříž); francouzský vědec a profesor na College de France.
- Michel Virlogeux (1946–); architekt podílející se na dokončení viaduktu Millau.
- Adrien Fainsilber; architekt radnice La Flèche a Města vědy a průmyslu v Paříži.
- Jean Vilain; francouzský důstojník cizinecké legie, hrdina mexického tažení.
- Mathurin Jousse (1575–1645).

## Mezinárodní vztahy
Partnerskými městy La Flèche jsou:
- Kanada, St. Lambert
- Mali, Markala
- Německo, Obernkirchen
- Polsko, Złotów
- Spojené království, Chippenham[2]